# 永沢哲
永沢 哲（ながさわ てつ、1957年 - ）は、日本の宗教学者、京都文教大学准教授、上智大学グリーフケア研究所客員准教授などをへて、アティ・ゾクチェン研究所所長。
鹿児島県生まれ。東京大学法学部卒。修行ののち、京都文教大学助教授、2007年総合社会学部准教授。京都チベット医学研究会代表。チベット密教、身体論などを研究。

## 著書

### 単著
- 『野生のブッダ』法藏館、1998
- 『野生の哲学 野口晴哉の生命宇宙』青土社、2002　のちちくま文庫
- 『瞑想する脳科学』2011　講談社選書メチエ

### 共著
- 『禅・チベット・東洋医学』　藤田一照との共著、サンガ、2017年5月

### 翻訳
- ナムカイ・ノルブ『虹と水晶 チベット密教の瞑想修行』法蔵館、1992
- ナムカイ・ノルブ『ゾクチェンの教え チベットが伝承した覚醒の道』地湧社、1994
- ダライ・ラマ十四世『宇宙のダルマ』角川書店、1996
- トゥルク・トンドゥップ『心の治癒力 チベット仏教の叡智』地湧社、2000
- ナムカイ・ノルブ『チベット密教の瞑想法』法藏館、2000
- ナムカイ・ノルブ『夢の修行 チベット密教の叡智』法藏館、2000
- ナムカイ・ノルブ『叡智の鏡 チベット密教・ゾクチェン入門』大法輪閣、2002
- リチャード・カッツ『〈癒し〉のダンス 「変容した意識」のフィールドワーク』田野尻哲郎,稲葉大輔共訳　講談社、2012